# Lars Lübben
Lars Lübben (* 1973) ist ein deutscher Politiker (Bündnis 90/Die Grünen).

## Leben
Lübben hat an der RWTH Aachen einen Magister in Wirtschaftsgeographie, Geographie, Stadtbauwesen erworben. Er arbeitet seit Oktober 2010 in der Personalabteilung einer gemeinnützigen Aachener Bildungseinrichtung.

## Politik
Lübben engagierte sich viele Jahre im Bereich der schwul-lesbischen Jugendarbeit, im internationalen Schüleraustausch, in der akademischen und studentischen Selbstverwaltung der RWTH Aachen und bei der Grünen Jugend, bei der er von Mai 1998 bis März 1999 Bundessprecher war.
Lübben ist seit Oktober 2009 Mitglied im Städteregionstag der Städteregion Aachen. Er ist Mitglied im Ausschuss für grenzüberschreitende Zusammenarbeit, Wirtschaftsförderung und Verkehr und im Sozialausschuss Ausschussvorsitzender. Im Kreisverband von Bündnis 90/Die Grünen Aachen hat Lübben das Amt des Kassierers inne.